# Gram Rabbit
Gram Rabbit is een band uit Joshua Tree, Californië, die psychedelische rock en electropop speelt. 
De naam "Gram Rabbit" is een combinatie van namen van de muzikant Gram Parsons en de zangeres van de band Jesika von Rabbit.
De fans van de band noemen zich ook wel de The Royal Order of Rabbits.
De band maakt deel uit van de Palm Desert Scene.

## Discografie

### Music to Start a Cult To(2004)
1. "Dirty Horse" 3:47
2. "Cowboy Up" 4:38
3. "Kill A Man" 4:34
4. "Disco No. 2" 5:14
5. "Witness" 4:50
6. "Land of Jail" 3:33
7. "Lost In Place" 4:13
8. "Devil's Playground" 5:23
9. "I & Susej" 0:24
10. "Cowboys & Aliens" 4:47
11. "New Energy" 5:30

### Cultivation(2006)
1. "Waiting In the Kountry" 5:10
2. "No Thoughts" 0:22
3. "Bloody Bunnies (Superficiality)" 3:28
4. "Angel Song" 4:33
5. "Charlie's Kids" 2:54
6. "Paper Heart" 3:53
7. "Slopoke" 4:27
8. "Jesus & I" 4:09
9. "Sorry"	4:11
10. "Crossing Guards With Guns" 3:48
11. "Follow Your Heart" 4:05
12. "Hares Don't Have Tea" 1:38

### RadioAngel and the RobotBeat(2007)
1. "American Hookers" 3:49
2. "The Rest of Us Sleep" 4:03
3. "In My Book" 3:25
4. "Fancy Dancy" 3:28
5. "Something Fuzzy" 3:28
6. "Get Up Off It" 1:55
7. "Hot Spit" 3:15
8. "Less Is More" 2:57
9. "Shiny Monster" 3:25
10. "Landers" 0:49
11. "The Places We Go" 4:42
12. "I Wear the Ears" 5:49

### Rare Bits(2008)
1. "Patrolled by Witchcraft" 6:52
2. "Orange You Glad" 5:13
3. "New Delite" 5:11
4. "French for American Soldiers" 4:41
5. "Mysterioso" 7:20
6. "Hot Pink Hawaii" 3:40

### Miracles & Metaphors(2010)
1. "Time Of Our Lives" 4:06
2. "Candy Flip" 4:46
3. "Falling Debris" 4:32
4. "Hyena" 3:55
5. "Flowerhead" 3:30
6. "Off With Your Head" 3:39
7. "Wheels In Motion" 4:58
8. "Another Long Day" 6:13
9. "Destinies Align" 4:07
10. "They're Watching" 2:51
11. "Horses Can't Throw Up" 3:25
12. "I Rest My Case" 2:04

### Welcome to the Country(2012)
1. "Wild Imagination" 3:45
2. "Country Jo" 3:32
3. "Eeyore" 3:50
4. "I've been Thinking" 5:09
5. "Olde October Moon" 5:11
6. "Rider on a White Horse" 4:00
7. "To Drive to Drunk" 3:38
8. "Country Lullaby" 3:44
9. "Honky Tonkin'" 3:53
10. "Din Ho" 2:39

### Singles
| titel              | opmerkingen |
| ------------------ | --- |
| Final Clap Fever   | Is deels opgenomen in het trailerpark Hicksville in Joshua Tree, Californië                                                             |
| Desperate Heart    | Gefilmd door Ken Cravens. |
| Candy Flip         | Gefilmd door Giuseppe Asaro in Joshua Tree, Californië                                                                                  |
| Devil's Playground | Dit nummer gebruikt in de film The Legend of God's Gun                                                                                  |
| Bloody Bunnies     | |
| Wheels in Motion   | Gefilmd door Giuseppe Asaro. De muziekvideo bevat beelden van een liveoptreden in het trailerpark Hicksville in Joshua Tree, Californië |

## Bandleden
- Jesika von Rabbit - zang, keyboard, basgitaar en gitaar
- Todd Rutherford - gitaar, basgitaar, programmeur en zang
- Jason Gilbert - drum
- Ethan Allenand - gitaar en producer